# 马里涅
马里涅（法語：Marigné，法語發音：[maʁiɲe] ⓘ）是法国曼恩-卢瓦尔省的一个旧市镇，属于瑟格雷区。2015年12月15日，马里涅和相邻的其它6个市镇合并为新市镇莱欧当茹（Les Hauts d'Anjou）。

## 地理
马里涅（47°43'21"N, 0°37'8"W）面积24.41 平方千米，位于法国卢瓦尔河地区大区曼恩-卢瓦尔省，该省份为法国西部内陆省份，大致对应安茹地区，北起顺时针与马耶讷省、萨尔特省、安德尔-卢瓦尔省、维埃纳省、德塞夫勒省、旺代省、大西洋卢瓦尔省和伊勒-维莱讷省接壤。
与马里涅接壤的市镇（或旧市镇、城区）包括：尚皮涅、舍尼耶-尚特塞、舍尼耶尚热、谢雷、拉雅耶伊翁、凯雷、瑟德尔、达翁、梅尼勒、巴科讷河畔尚特塞。

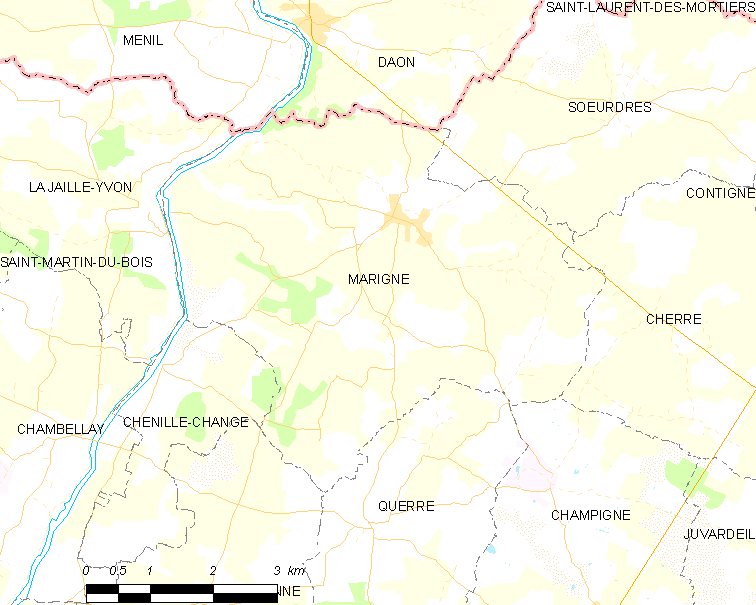
马里涅的OSM定位图

马里涅的时区为UTC+01:00、UTC+02:00（夏令时）。

## 行政
马里涅的邮政编码为49330，INSEE市镇编码为49189。

## 政治
马里涅所属的省级选区为蒂耶尔塞县。

## 人口

1962-2008年间马里涅人口变化图示

马里涅于2018年1月1日时的人口数量为690人。